# Xã Liberty, Quận Putnam, Ohio
Xã Liberty (tiếng Anh: Liberty Township) là một xã thuộc quận Putnam, tiểu bang Ohio, Hoa Kỳ. Năm 2010, dân số của xã này là 1.531 người.